# 조르주 레이컨스
조르주 레이컨스(네덜란드어: Georges Leekens, 1949년 5월 18일 ~ )는 벨기에의 축구 선수, 감독으로 현역 시절 포지션은 수비수이다. 벨기에의 명문 클럽인 클뤼프 브뤼허에서 선수 생활을 보냈으며, 벨기에 국가대표 선수로 활동했다. 지도자로서는 벨기에, 네덜란드, 터키, 튀니지, 이란, 사우디아라비아 등지의 클럽의 감독으로 활동했으며, 벨기에, 알제리, 튀니지, 헝가리 등 4개국 국가대표팀 감독을 맡았다.